# Балат (Стамбул)
Балат (тур. Balat) — традиционный еврейский квартал в стамбульском районе Фатих. Название происходит предположительно от греч. palation, лат. palatium («дворец») в честь византийского Влахернского дворца, ранее располагавшегося неподалёку.
Балат находится в европейской части Стамбула, в историческом районе на западном берегу залива Золотой Рог. Восточная часть Балата граничит с районом Фенер, на севере Золотой Рог образует естественную границу. На западе Балат граничит с кварталом Айвансарай, на юге с Драманом, мусульманским кварталом Стамбула. Другим еврейским кварталом в азиатской части Стамбула является Кузгунджук.
Помимо старейшей синагоги Стамбула, в Балате находятся также греческие и армянские церкви. В центре Балата расположены супермаркеты и небольшие киоски.

## История
Долгое время Балат был заселён преимущественно евреями-сефардами. С основанием государства Израиль в 1947 году многие переехали на новую родину. В настоящее время основу населения квартала составляют курды, турки из Анатолии и цыгане. Эти народности покинули в 1970-х годах Фракию, Восточную и Юго-Восточную Анатолию и нашли прибежище в Балате.